# Ela Vai Voltar (Todos os Defeitos de uma Mulher Perfeita)
Ela Vai Voltar é um single da banda Charlie Brown Jr. do álbum Imunidade Musical. Essa canção vendeu mais de 50 mil downloads pagos no Brasil e foi certificado com Disco de Ouro pela ABPD. Foi um dos maiores sucessos da banda na década de 2000.

## Desempenho nas Paradas Musicais
| Ano  | Single                                                      | Charts      | Charts         | Charts       | Charts    | Charts        | Charts | Charts | Álbum             |
| Ano  | Single                                                      | BRA Hot 100 | BRA Hit Parade | BRA Year End | Bill. BRA | Bill. Pop BRA | HSPN   | POR    | Álbum             |
| ---- | ----------------------------------------------------------- | ----------- | -------------- | ------------ | --------- | ------------- | ------ | ------ | ----------------- |
| 2005 | "Ela Vai Voltar (Todos os Defeitos de Uma Mulher Perfeita)" | 1           | 1              | 79           | —         | —             | 1      | 39     | Imunidade Musical |

## Trilha-Sonora de Novelas
Em 2013 fez parte da da série teen Malhação.

## Vendas e certificações
| País          | Certificação | Vendas   |
| ------------- | ------------ | -------- |
| Brasil - ABPD | Diamante     | 500,000+ |

### iTunes Brasil
Alavancada pela morte de Chorão, ocorrida em 06/03/2013, Ela Vai Voltar ficou na 4a poição entre as músicas mais vendidas da semana (de 03/03 a 09/03) do iTunes Brasil.

## Prêmios e Indicações
| Ano  | Prêmio                      | Indicação                                  | Resultado | Ref.  |
| ---- | --------------------------- | ------------------------------------------ | --------- | ----- |
| 2006 | MTV Video Music Brasil 2006 | "Melhor Videoclipe (Escolha da Audiência)" | Indicado  | [ 3 ] |
| 2006 | MTV Video Music Brasil 2006 | "Melhor Videoclipe de Rock"                | Indicado  | [ 3 ] |
| 2006 | MTV Video Music Brasil 2006 | "Melhor Direção de Videoclipe"             | Indicado  | [ 3 ] |
| 2006 | MTV Video Music Brasil 2006 | "Melhor Direção de Arte"                   | Indicado  | [ 3 ] |
| 2006 | Meus Prêmios Nick (MPN)     | Música do Ano                              | Indicado  |       |
| 2006 | Meus Prêmios Nick (MPN)     | Videoclip Favorito                         | Venceu    |       |